# Tablilla de maldición

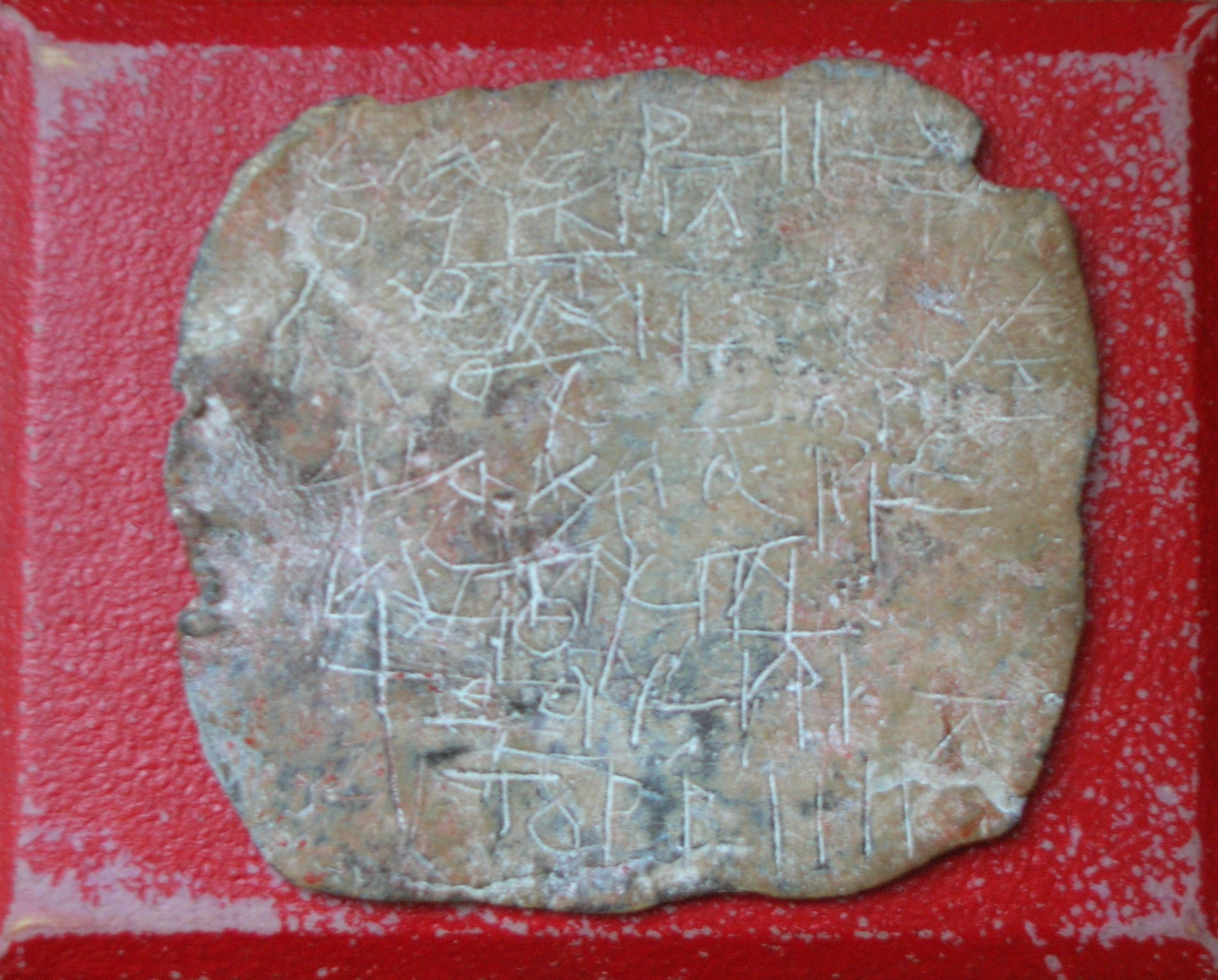
Tablilla de maldición de Eyguières

Una tablilla de maldición (en latín defixio, y en griego κατάδεσμος katádesmos) era un medio frecuente para maldecir en el mundo grecorromano, por el que alguien pedía a uno o más dioses que dañasen a otros, con frecuencia como venganza. Se escribían estos textos en finas hojas de plomo que posteriormente se enrollaban, doblaban o clavaban. Estas tablillas se colocaban normalmente bajo tierra, ya fuera enterrándolas en tumbas, arrojándolas a manantiales, pozos o piscinas, escondiéndolas en santuarios subterráneos, o incrustándolas en las paredes de los templos. También se usaban para hacer conjuros de amor, y el enamorado las colocaba dentro de la casa de la persona a la que amaba.
En ocasiones aparecieron junto a pequeños muñecos o figuritas (llamadas erróneamente «muñecos de vudú»),en los que también se clavarían clavos. Las figurillas se parecían al sujeto al que se quería hacer la maldición y a menudo tenían atados los pies y las manos.
No todas las tablillas eran de plomo, pero sí la gran mayoría de las encontradas; también se escribían maldiciones sobre papiro, cera, madera u otros materiales maleables con menor probabilidad de conservación y por tanto de ser encontrados en una excavación arqueológica.
Normalmente, los textos de las tablillas de maldición estaban dirigidos a los dioses infernales o liminares, como Hermes, Caronte, Hécate y Perséfone/Proserpina, a veces a través de la mediación de una persona fallecida (probablemente aquel en cuya tumba se deposita la tablilla). Sin embargo, algunos textos no invocaban a los dioses, sino que se limitaban a listar a aquellos a los que se quería maldecir, los delitos o razones en que se basaban para maldecirlos, o las desgracias que habrían de sufrir las víctimas. En algunas tablillas no había nada más que los nombres de los malditos, lo que hace suponer que el que llevó a cabo el conjuro los había maldecido también oralmente.
Pero las tablillas de maldición no siempre contenían conjuros malignos, sino que a veces se usaban también para ayudar a los muertos. Aquellos en cuyas tumbas se depositaba una tablilla de maldición normalmente habían muerto a una edad muy temprana o de manera violenta, y se suponía que la tablilla ayudaría a sus almas a descansar en paz a pesar de las circunstancias de su muerte.
A menudo el lenguaje que da contexto a esos escritos está relacionado con la justicia, ya sea a través del listado de los delitos de la víctima con gran detalle, dejando la responsabilidad de castigarlos a los dioses, o mediante el uso de formas indefinidas («quien quiera que cometiese este delito»), o condicionales («si es culpable»), o incluso dentro de un futuro condicionado («si alguna vez rompe su palabra»). Con frecuencia, se escribían conjuros adicionales en esas tablillas de maldición, como Bazagra, Bescu o Berebescu, en lo que parece ser un intento de dotar a la maldición de eficacia sobrenatural.

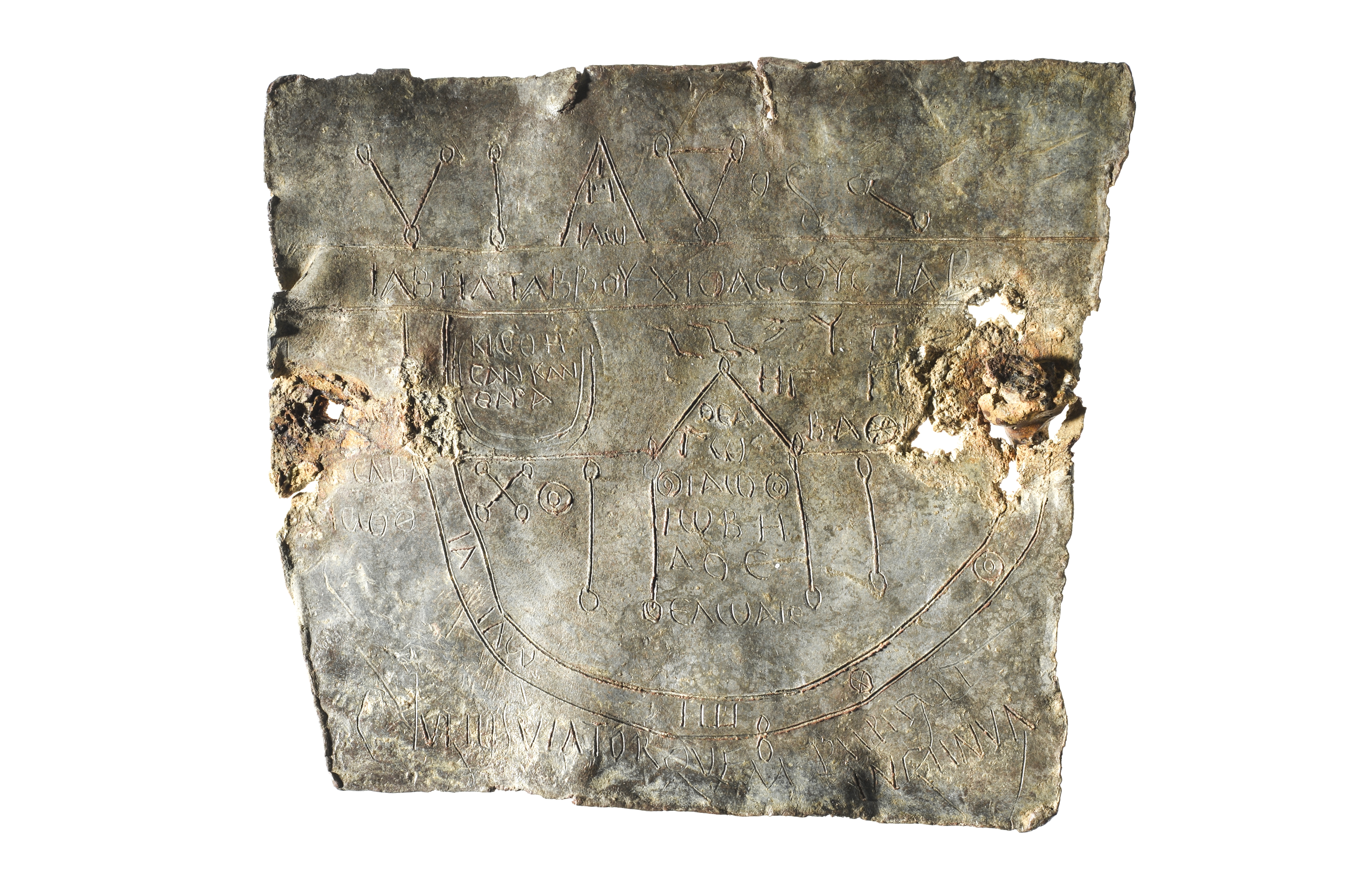
Tablilla de maldición romana, encontrada en Tongeren (Bélgica), Museo Galorromano de Tongeren

Muchas de las que se descubrieron en Atenas se refieren a juicios y maldicen al litigante contrario, pidiendo («que él...») que no actuase bien durante el juicio, que olvidase sus palabras, que se trabara, etc. Otras maldiciones piden una mala vida sexual, o son escritas contra ladrones, o rivales en los deportes o negocios. Aquellas tablillas dirigidas a ladrones o criminales habrían sido de carácter más público y aceptable; algunos estudiosos se niegan incluso a tildar de tablillas de «maldición» a textos tan «positivos», prefiriendo llamarlas «peticiones judiciales».
Se han encontrado alrededor de 130 tablillas de maldición en la localidad inglesa de Bath (la antigua Aquae Sulis), un antiguo balneario donde muchas maldiciones estaban relacionadas con el robo de la ropa de los bañistas.
Asimismo, se han descubierto también más de 80 alrededor y dentro de los restos de un templo cercano dedicado a Mercurio, en West Hill, Uley, lo que convierte al suroeste de la isla de Gran Bretaña en uno de los mayores centros para encontrar defixiones latinas. En total se conocen más de 1600 de estas tablillas, lo que indica su uso extendido y cotidiano.
En el Antiguo Egipto, los llamados «textos execratorios» aparecieron alrededor de la época de la Dinastía XII, y listaban nombres de enemigos escritos en figuritas de arcilla o cerámica que fueron aplastadas y enterradas bajo un edificio en construcción, o en un cementerio.

## Historiografía de las tablillas de maldición
Cuando los historiadores estudian las tablillas de maldición tienen en cuenta la totalidad de la tradición mágica. Según Peter Green la sociedad grecorromana usaba la magia para controlar la naturaleza.
El estudio de la tradición mágica y las tablillas de maldición es vital para comprender las actividades de la sociedad grecorromana porque todos sus miembros usaban la magia independientemente de su clase o posición económica. Se han descubierto alrededor de 1600 tablillas de maldición, escritas sobre todo en griego. De esas tablillas, 220 se localizaban en la región del Ática.
A otras tablillas se las categorizó como DT (Defixionum Tabella, tablilla de maldición en latín). La mayoría de estas tablillas estaban escritas en varios idiomas o eran difíciles de interpretar o leer.
Las primeras tablillas de maldición se descubrieron en una ciudad italiana, Selinunte, en Sicilia. Había 22 de ellas y la mayoría era de principios del siglo V a. C.. Muchas de las tablillas que se escribieron durante este periodo estaban dirigidas a las personas a las que denunciaban.
Posteriormente se descubrieron tablillas que se usaban para maldecir a enemigos o hacer conjuros de amor. Mientras los antiguos griegos habrían temido el poder de estas tablillas, algunos historiadores han comparado su uso con insultar a alguien verbalmente en la época actual. Escribían estas tablillas en un ataque de rabia, de envidia contra un rival en los negocios o en los deportes, o por obsesionarse patológicamente con conseguir el amor de quien estaban enamorados.
Cuando se empezaron a investigar estas tablillas, había una seria duda sobre si estas provenían realmente de la Antigua Grecia o no. La mayoría de los historiadores creían entonces que la sociedad griega era muy sofisticada, y que sus gentes sobreponían la razón a la superstición.
E. R. Dodds, profesor de griego en Oxford, fue uno de los primeros eruditos que empezaron a estudiar el tema de la magia y la superstición en la Antigua Grecia, y otros como Peter Green también sintieron curiosidad por este aspecto. A finales del siglo XX se descubrieron objetos que arrojaron luz sobre el papel que tenía la magia en las vidas de los ciudadanos griegos de todas las clases sociales.
La mayor subsección de este tema es la magia erótica. Existe un debate acerca de si era una práctica exclusivamente masculina o si ambos sexos la practicaban por igual. John Gages, un importante experto en este campo, apoya la segunda opción ya que las mujeres enamoradas tenían menos posibilidades de expresar sus emociones en la sociedad griega. Los eruditos discuten sobre los posibles motivos que les llevaban a valerse de la magia erótica, que ofrecía soluciones para el amor no correspondido, controlar sexualmente a la víctima, ganancias monetarias y un mayor reconocimiento social.
Los conjuros de amor tenían una base similar en todo el mundo mediterráneo, que se podía reajustar según las diferentes situaciones, usuarios y víctimas. Investigaciones recientes han demostrado que las mujeres usaban tablillas de maldición para hacer magia erótica mucho más de lo que se pensaba en un principio, aunque la mayoría de las tablillas de que disponemos fueron escritas por hombres.
Por lo general, se está de acuerdo en que la mayoría de las personas usaban tablillas de maldición por varios motivos, desde echar maldiciones hasta hacer conjuros amorosos o adivinar el futuro.